# Ludwik Nabielak
Ludwik Nabielak (ur. 16 grudnia 1804 w Stobiernej niedaleko Rzeszowa, zm. 14 grudnia 1883 w Paryżu) – polski działacz polityczny, poeta, krytyk literacki, historyk, inżynier górnictwa.

## Życiorys
Był bratem Roberta Nabielaka. Studiował prawo we Lwowie, był członkiem Stowarzyszenia Zjednoczonych Słowian, w 1825 roku założył Towarzystwo Zwolenników Słowiańszczyzny. Interesował się folklorem, zwiedził Karpaty, zbierał pieśni ludowe. W maju 1830 roku przybył do Warszawy. Współpracował z "Dziennikiem Powszechnym" oraz zajmował się historią konfederacji barskiej. W październiku 1830 roku otrzymał od Piotra Wysockiego zadanie zorganizowania grupy cywilnych spiskowców. 18 października 1830 roku na spotkaniu z Trzaskowskim w Łazienkach zgłosił gotowość uderzenia na Belweder. 29 listopada 1830 roku około godziny 17 wraz z Sewerynem Goszczyńskim poprowadził atak na Belweder, przewodząc grupie cywili i niewielkiej grupie podchorążych należących do spisku Wysockiego. Nie zdołał pochwycić ani zabić wielkiego księcia Konstantego. Wieczorem około godziny 20 spiskowcy wspierani przez lud Warszawy zdobyli Arsenał. (→powstanie listopadowe).
30 listopada 1830 roku wszedł do akademickiej gwardii honorowej. 1 grudnia 1830 roku został współzałożycielem Klubu Patriotycznego, wszedł w skład delegacji domagającej się od Chłopickiego marszu na Litwę. Walczył pod Iganiami, Grochowem i Ostrołęką.
Od 1833 roku przebywał na emigracji we Francji. Działacz Towarzystwa Demokratycznego Polskiego. W 1834 roku skazany przez władze rosyjskie na powieszenie za udział w powstaniu listopadowym. W 1848 współorganizował Legion Mickiewicza. Na emigracji pracował m.in. jako dyrektor gazowni w Barcelonie i w Nîmes oraz dyrektor kopalni miedzi w Algierii. Rzecznik poglądów Andrzeja Towiańskiego.

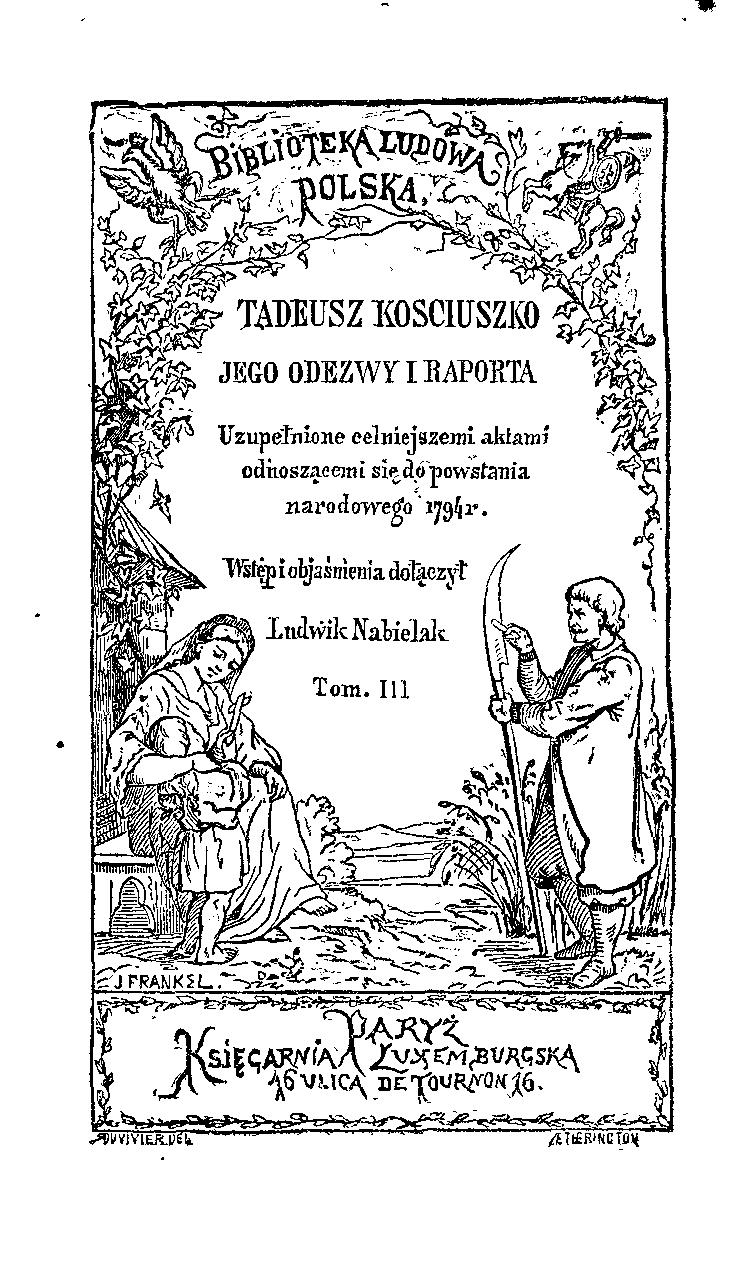
Okładka "Tadeusz Kościuszko jego odezwy i raporta" wydana w Paryżu w 1871 roku.

## Twórczość
Pisał poezje, rozprawy literackie (m.in. o Wacławie Potockim) i historyczne (m.in. o Tadeuszu Kościuszce i Ludwiku Kickim), tłumaczył literaturę słowiańską. Zmarł 14 grudnia 1883 roku w Paryżu.
- "Tadeusz Kościuszko, jego odezwy i raporta uzupełnione celniejszemi aktami odnoszącemi się do powstania narodowego 1794 r." t.I-VIII, Paryż, 1871.
- "Ludwik Nabielak do Murycego Mochnackiego z powodu pism auxerskich", Paryż, 1843.
- "Ludwik Kicki Jenerał Wojsk Polskich (1791 — 1831)", Poznań 1878, Nakładem Księgarni Jana Konstantego Żupańskiego.
- "Jan Klemens Branicki : ustęp z dziejów Polski XVIII wieku", Lwów, 1864.
- "Listy Piotra des Noyers sekretarza królowej Maryi Kazimiry, z lat 1680-1683, rzeczy polskich dotyczące", Lwów, 1867.

## Upamiętnienie
Ulice imienia Ludwika Nabielaka znajdują się w: Jarosławiu, Krakowie (dzielnica III Prądnik Czerwony), Przemyślu, Warszawie (dzielnica Mokotów), Wrocławiu (dzielnica Karłowice), Żyrardowie.